# 四国歴史文化道
四国歴史文化道（しこくれきしぶんかどう）は、四国の歴史・文化をテーマに指定された観光モデル地域。
国土交通省四国地方整備局や四国四県、四国経済連合会などで構成される「歴史・文化道推進協議会」が指定した11のモデル地域内では官民が一体となり、観光客が対象となる歴史的文化遺産を巡りやすくなるようにモデルコースを設定したり、文化遺産間の道路網や案内表示板の整備を行っている。観光地によっては語り部（ガイド）の案内がある。

## 歴史文化道
| 名前               | テーマ                     | 地域           |
| ------------------ | -------------------------- | -------------- |
| 高松歴史文化道     | 瀬戸の歴史と城下町         | 香川県         |
| 金毘羅歴史文化道   | こんぴらさんと空海の町     | 香川県         |
| 土佐維新歴史文化道 | 明治維新の人物群を結ぶ道   | 高知県         |
| 幡多歴史文化道     | 立志の気風と土佐の小京都   | 高知県         |
| 阿波歴史文化道     | 藍の道                     | 徳島県         |
| 阿南室戸歴史文化道 | 海民の文化と空海修行の地   | 徳島県・高知県 |
| 祖谷歴史文化道     | 平家伝説の道               | 徳島県         |
| ひうち灘歴史文化道 | 祭りと近代産業遺産を辿る道 | 愛媛県・香川県 |
| 芸予諸島歴史文化道 | 水軍と国宝の島々           | 愛媛県         |
| 松山歴史文化道     | 城と温泉と文化の道         | 愛媛県         |
| 南予歴史文化道     | 城下と伊達文化の里         | 愛媛県         |

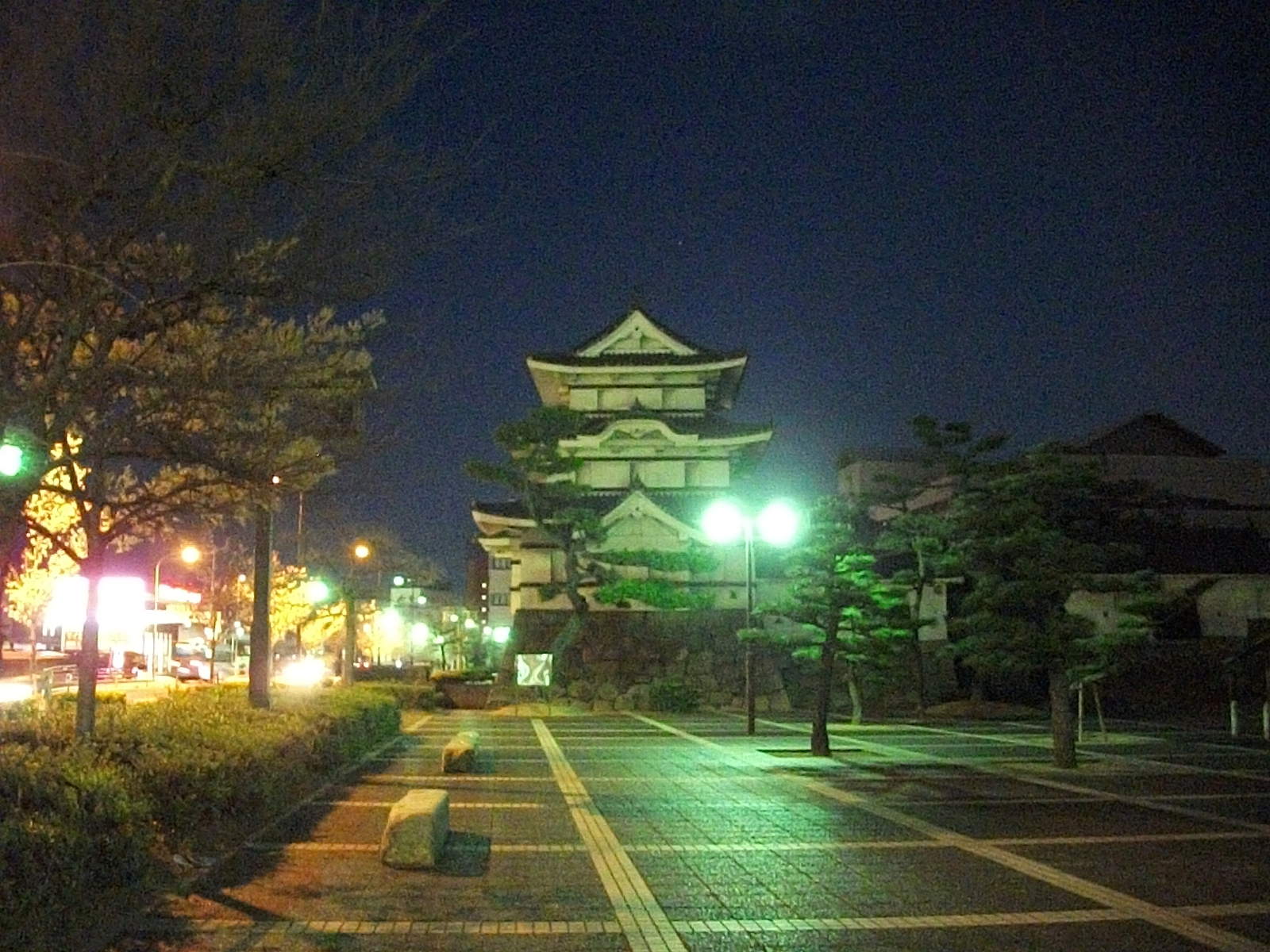
高松城跡 　高松歴史文化道
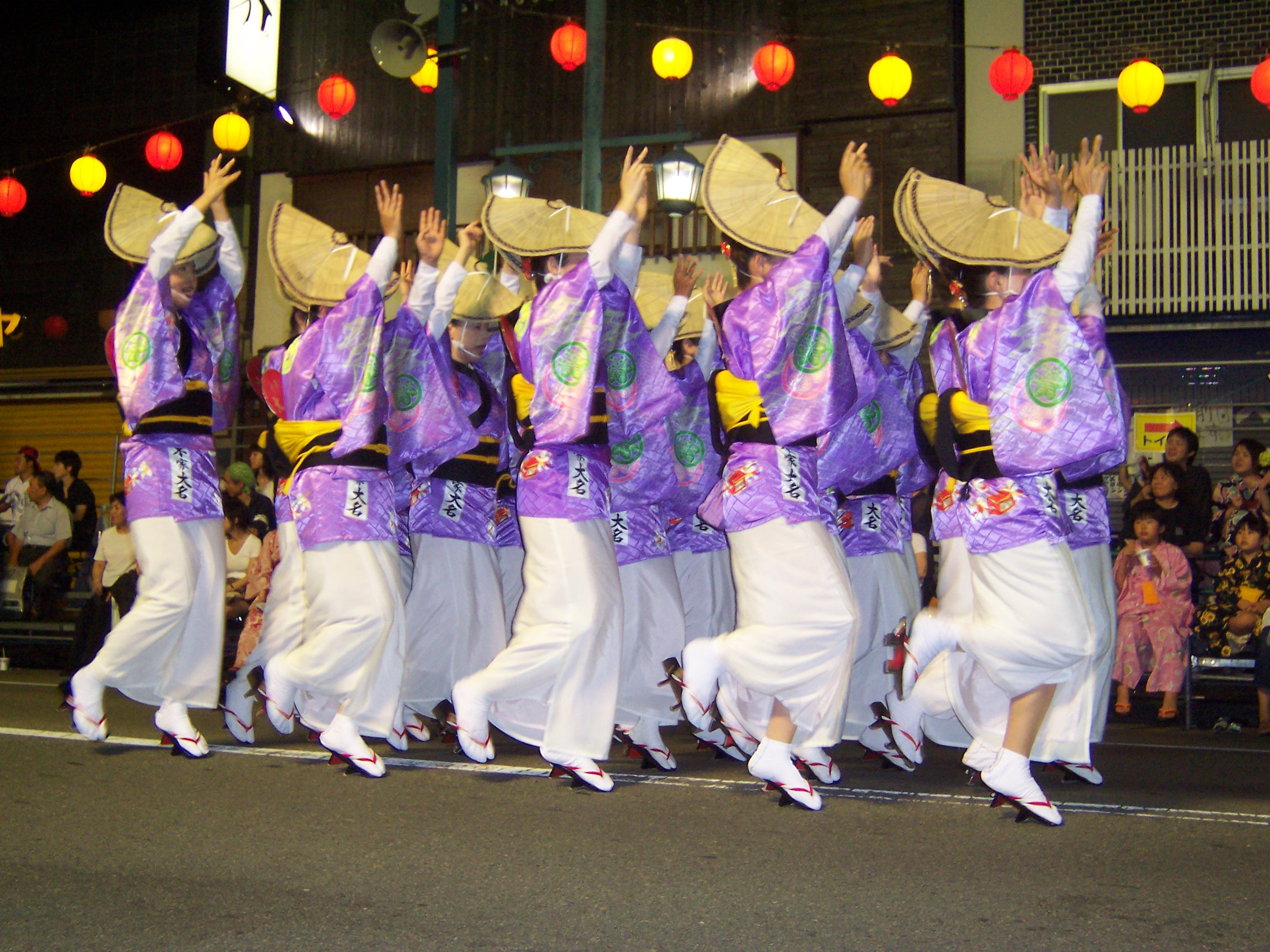
阿波歴史文化道　阿波おどり
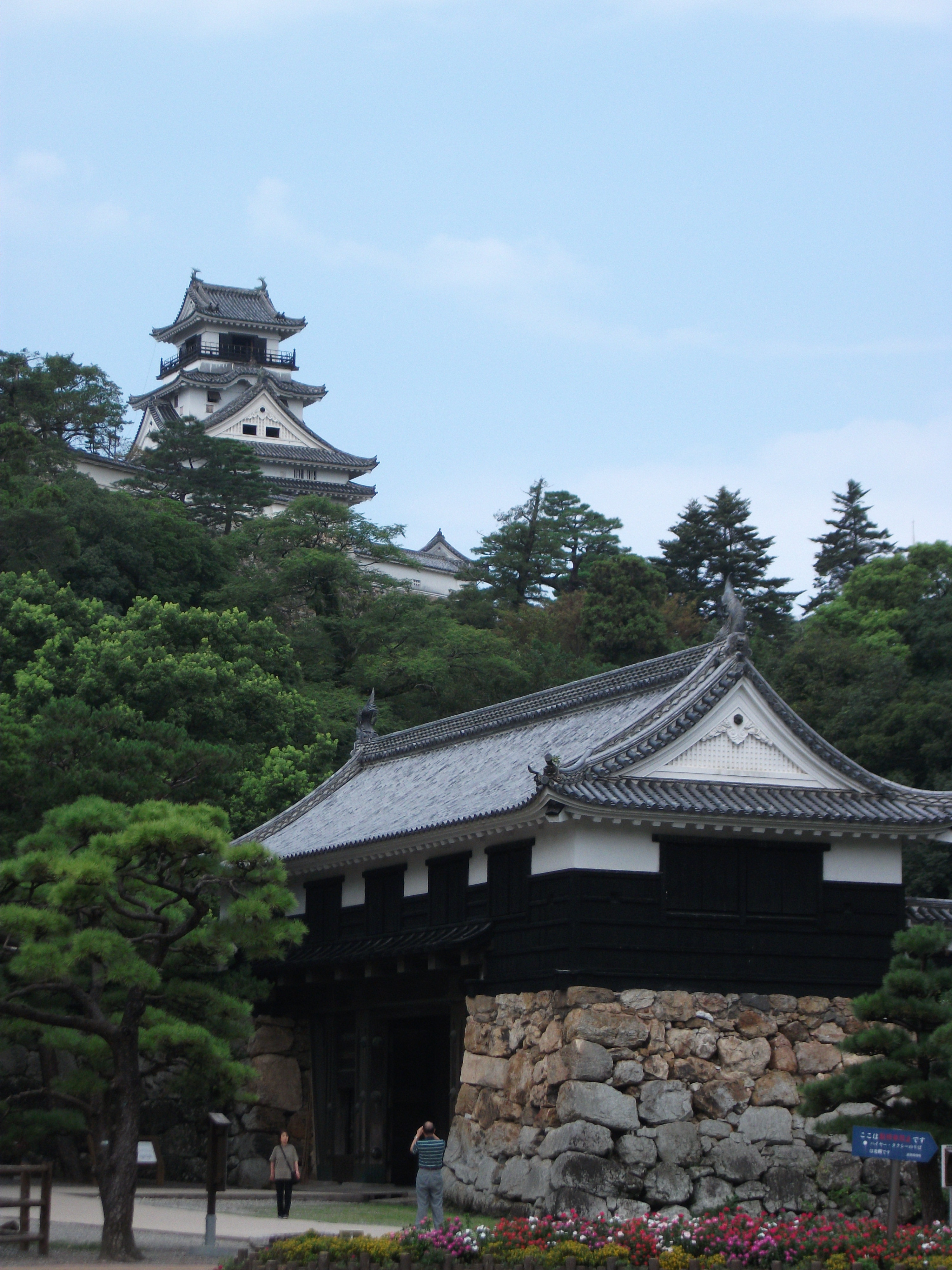
高知城 　土佐維新歴史文化道
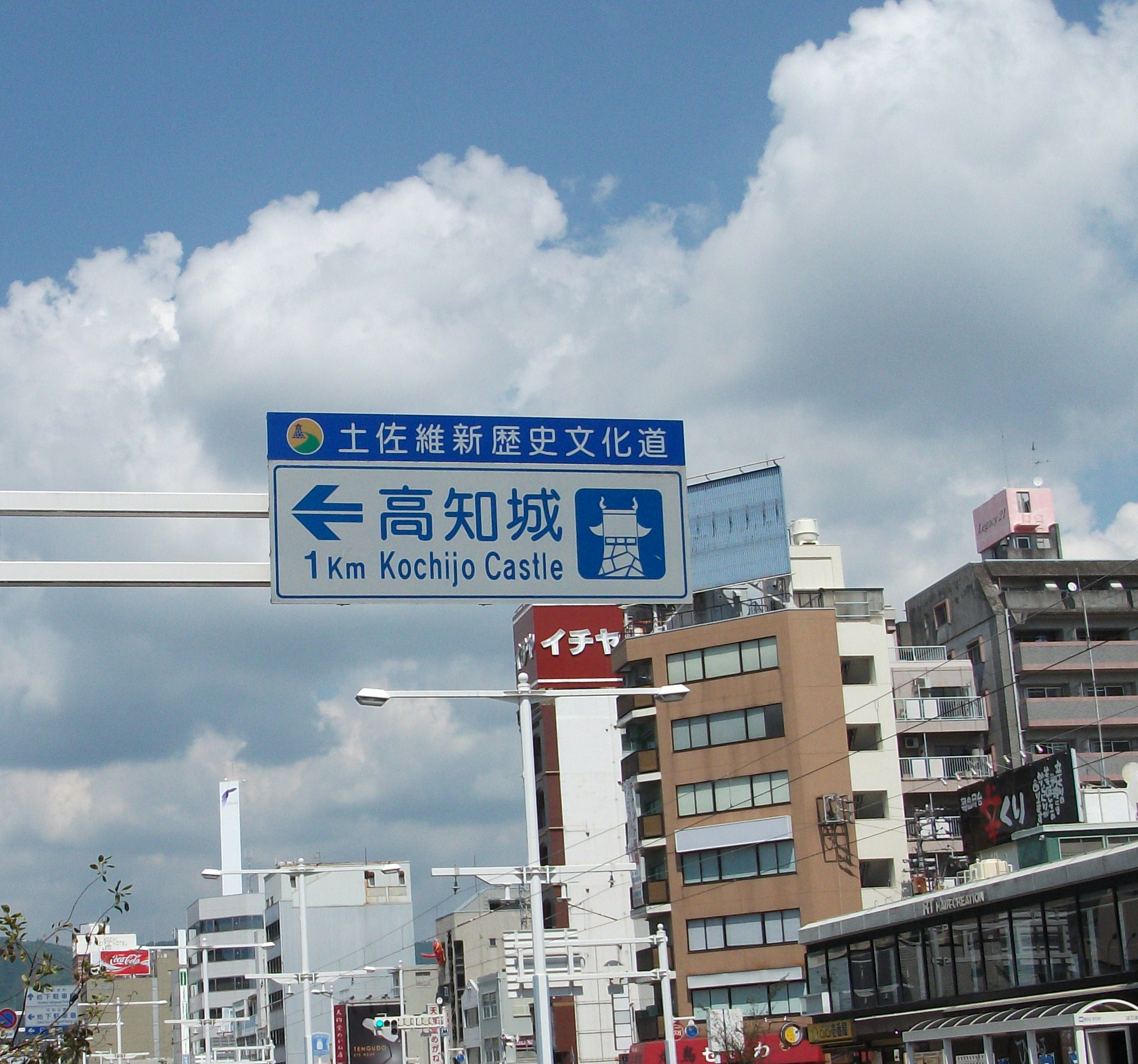
案内標識高知城　土佐維新歴史文化道
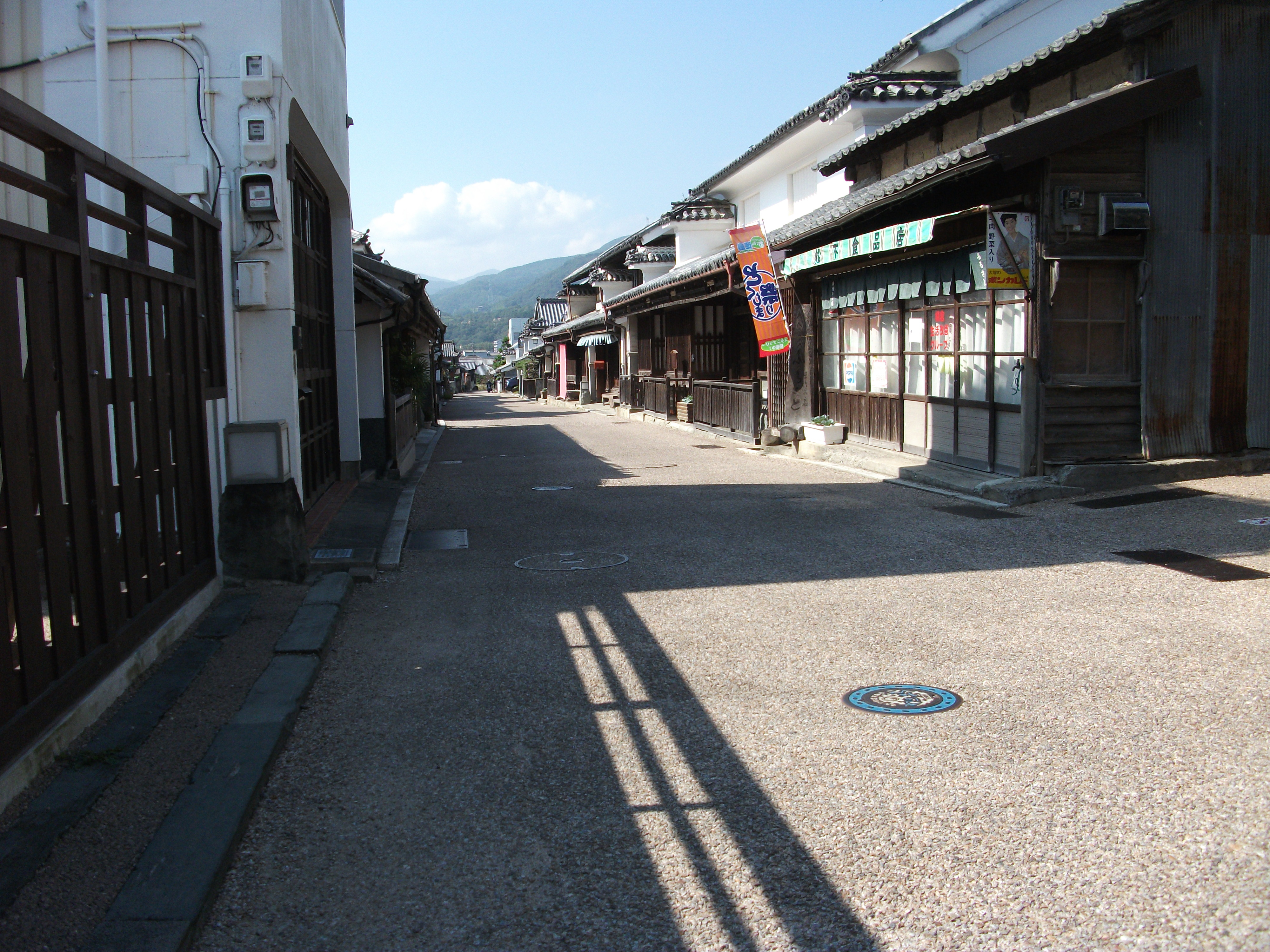
脇町うだつの町並み 　阿波歴史文化道

## 語り部交流会
- 歴史・文化道推進協議会の主催で平成15年から年1回開催されている。

交流会においては、団体相互の交流・連携を目的とし、意見交換・ネットワークの形成がされている。
平成23年(2011)は、10月20日に美馬市脇町の脇町劇場（オデオン座）で開催された。

## 参考情報
- 歴史・文化道推進協議会
- 会員：四国経済連合会、徳島県商工会議所連合会、香川県商工会議所連合会、愛媛島県商工会議所連合会、高知県商工会議所連合会、四国電力、四国旅客鉄道、西日本高速道路四国支社、徳島県、香川県、愛媛県、高知県、四国運輸局、四国地方整備局